# Фрунзенский сельский совет (Генический район)
Фрунзенский сельский совет (укр. Фрунзенська сільська рада) — входит в состав
Генического района Херсонской области Украины.
Административный центр сельского совета находится в селе Азовское
.

## История
- 1937 — дата образования.

## Населённые пункты совета
- с. Азовское
- с. Придорожное